# تپه مهرگان
تپه مهرگان در سراوان، حومه شرقی شهر واقع شده و این اثر در تاریخ ۷ مهر ۱۳۸۱ با شمارهٔ ثبت ۶۰۹۳ به‌عنوان یکی از آثار ملی ایران به ثبت رسیده است.